# Kelly Lynch

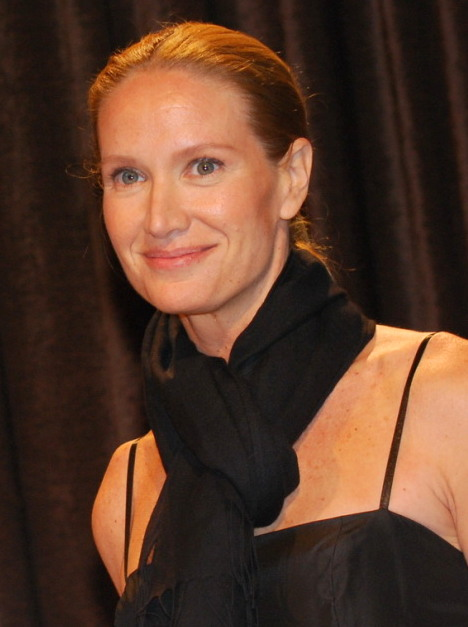
Kelly Lynch (2007)

Kelly Ann Lynch (* 31. Januar 1959 in Golden Valley, Minnesota) ist eine US-amerikanische Schauspielerin.

## Leben und Karriere
Lynch arbeitete zuerst als Flugbegleiterin bei den Northwest Airlines. Dann besuchte sie die Guthrie Theater Drama School in Minneapolis und debütierte mit kleinen Rollen am Guthrie Theater. Später zog sie nach New York City und lernte Schauspiel bei Sanford Meisner. Sie wurde Fotomodell und arbeitete für die Agentur Elite Model Management.
1989 spielte Lynch neben Patrick Swayze und Sam Elliott im Film Road House die Ärztin Elizabeth Clay, die im Film eine Beziehung mit Swayze führt. Außerdem war sie in Virtuosity (1995) neben Denzel Washington und Russell Crowe, in Mississippi Delta – Im Sumpf der Rache (1996) neben Alec Baldwin oder in 3 Engel für Charlie (2000) neben Cameron Diaz, Drew Barrymore und Lucy Liu zu sehen. Für ihre Rolle in Drugstore Cowboy (1989) – in dem sie neben Matt Dillon agierte – wurde sie für den Independent Spirit Award nominiert. Eine zweite Nominierung für diesen erfolgte für Aussichtslos (1994), in dem sie neben Rutger Hauer spielte.
Lynch spielte in einigen Folgen der ab 2004 produzierten Fernsehserie The L Word – Wenn Frauen Frauen lieben mit, wo sie neben Jennifer Beals zu sehen war. Die u. a. für einen Emmy nominierte Serie zeigt das Leben einiger lesbischer Frauen in Los Angeles.
In Magic City spielte sie ab 2012 an der Seite von Jeffrey Dean Morgan.
Lynch ist seit 1992 mit Mitch Glazer verheiratet und hat mit ihm eine Tochter; aus einer früheren Beziehung entstammt ein Sohn.

## Filmografie (Auswahl)
- 1986: Osa – Terror beherrscht die Welt (Osa)
- 1987: Miami Vice (Fernsehserie, Staffel 4, Folge 3: Der Tod und die Lady)
- 1988: Die grellen Lichter der Großstadt (Bright Lights, Big City)
- 1988: Cocktail
- 1989: Road House
- 1989: Drugstore Cowboy
- 1989: Heißer Atem (Warm Summer Rain)
- 1990: 24 Stunden in seiner Gewalt (Desperate Hours)
- 1991: Curly Sue – Ein Lockenkopf sorgt für Wirbel (Curly Sue)
- 1993: Drei von ganzem Herzen (Three of Hearts)
- 1994: Aussichtslos (The Beans of Egypt, Maine)
- 1994: Unsere Welt war eine schöne Lüge (Imaginary Crimes)
- 1995: Virtuosity
- 1996: Mississippi Delta – Im Sumpf der Rache (Heaven’s Prisoners)
- 1996: Täter unbekannt (Persons Unknown)
- 1997: Mr. Magoo
- 1997: The Hunt (Cold Around the Heart)
- 1998: Homegrown
- 1999: The Order – Kameradschaft des Terrors (Brotherhood of Murder) (Fernsehfilm)
- 2000: 3 Engel für Charlie (Charlie’s Angels)
- 2001: Joe Jedermann (Joe Somebody)
- 2002: The Slaughter Rule
- 2003: Dallas 362
- 2004–2009: The L Word – Wenn Frauen Frauen lieben (The L Word, Fernsehserie, 6 Folgen)
- 2005: The Jacket
- 2006: The Visitation
- 2010–2011: 90210 (Fernsehserie, 15 Folgen)
- 2010: Kaboom
- 2010: Passion Play
- 2012: Dark Desire (A Dark Plan)
- 2012: The Oyler House: Richard Neutra's Desert Retreat (Dokumentation)
- 2012–2013: Magic City (Fernsehserie, 13 Folgen)
- 2015: Rock the Kasbah
- 2016: Seattle Road
- 2017: Mr. Mercedes (Fernsehserie, 8 Folgen)
- 2017: Kepler’s Dream
- 2020: On the Rocks